# Адміністративний устрій Чемеровецького району
Адміністративний устрій Чемеровецького району — адміністративно-територіальний поділ Чемеровецького району Хмельницької області на 1 селищну громаду, 2 сільські громади, 1 селищну та 10 сільські ради, які об'єднують 70 населених пунктів та підпорядковані Чемеровецькій районній раді. Адміністративний центр — смт Чемерівці.

## Список громадЧемеровецького району
- Гуківська сільська громада
- Гуменецька сільська громада
- Чемеровецька селищна громада

## Список радЧемеровецького району
| №  | Назва                       | Центр         | Населені пункти                                              | Площа км² | Місце за площею | Населення (2001), чол. | Місце за населенням |
| -- | --------------------------- | ------------- | ------------------------------------------------------------ | --------- | --------------- | ---------------------- | ------------------- |
| 1  | Закупненська селищна рада   | смт Закупне   | смт Закупне                                                  | 2,741     | 26              | 1456                   | 15                  |
| 2  | Вишнівчицька сільська рада  | с. Вишнівчик  | с. Вишнівчик с. Завадівка с. Слобідка-Скипчанська            | 9,109     | 1               | 3104                   | 2                   |
| 3  | Вівсянська сільська рада    | с. Вівся      | с. Вівся с. Лисогірка                                        | 2,553     | 29              | 972                    | 27                  |
| 4  | Вільховецька сільська рада  | с. Вільхівці  | с. Вільхівці с. Кузьминчик с. Рудка                          | 5,664     | 3               | 1784                   | 6                   |
| 5  | Голенищівська сільська рада | с. Голенищеве | с. Голенищеве с. Романівка                                   | 2,460     | 30              | 706                    | 34                  |
| 6  | Гусятинська сільська рада   | с. Гусятин    | с. Гусятин с. Боднарівка с. Йосипівка                        | 4,675     | 11              | 1827                   | 5                   |
| 7  | Зарічанська сільська рада   | с. Зарічанка  | с. Зарічанка с. Драганівка                                   | 4,956     | 9               | 1741                   | 7                   |
| 8  | Івахновецька сільська рада  | с. Івахнівці  | с. Івахнівці                                                 | 3,512     | 21              | 1318                   | 19                  |
| 9  | Кутковецька сільська рада   | с. Кутківці   | с. Кутківці с. Дубівка                                       | 4,823     | 10              | 1605                   | 11                  |
| 10 | Летавська сільська рада     | с. Летава     | с. Летава с. Вигода с. Михайлівка с. Нове Життя с. Чагарівка | 6,383     | 2               | 2279                   | 4                   |
| 11 | Юрковецька сільська рада    | с. Юрківці    | с. Юрківці с. Теремківці                                     | 3,123     | 24              | 1335                   | 18                  |

* Примітки: м. — місто, с-ще — селище, смт — селище міського типу, с. — село